# Лінда А. Морабіто
Лінда А. Морабіто, також відома як Лінда Келлі, Лінда Хайдер і Лінда Морабіто-Мейер (нар. 21 листопада 1953, Ванкувер) — американсько-канадська астрономка, яка виявила вулканічну активність на Іо, супутнику Юпітера. Вона зробила цей висновок 9 березня 1979 року в лабораторії реактивного руху НАСА. Під час свого відкриття Лінда працювала інженером системи оптичного навігаційного оброблення зображень (ONIPS) у команді космічної програми «Вояджер». Виконуючи аналіз обробки зображення «Вояджер-1» зробленого космічними апаратами на орбіті, вона виявила високу 270-кілометрову хмару навколо Іо. Хмара була вулканічного походження. Це було вперше в історії, коли активний вулканізм був виявлений з Землі. Її відкриття вважається деякими планетарними вченими найбільшим відкриттям програми планетної розвідки, яка була здійснена у лабораторії реактивного руху. Нині Морабіто є доцентом астрономії у коледжі Victor Valley. Лінда Морабіто Мейер також є автором мемуарів Паралельні всесвіти: спогади з країв простору і часу.

## Дитинство і юність
Народилась Лінда у Ванкувері, Британська Колумбія, Канада, в 1961 році сім'я емігрувала до Сполучених Штатів. Ще з дитинства вона завжди знала, що вона буде астрономом, і отримала велику користь від прискореної програми навчання в Пасадіні, США. На 9-му році навчання Лінда написала статтю для школи під назвою «Моя робота в світі: астроном».
У 2008 році Лінда Морабіто вийшла заміж за Девіда Меєра (ВПС США, у відставці). Вони мають одного сина, Раяна Хайдера, музиканта, двох пасинків, Джейсона і Бретта, і трьох онуків: Роберта Вутена, Натана Хайдера і Дж. Д. Хайдера.

## Академічна кар'єра
Лінда Морабіто закінчила Університет Південної Каліфорнії і здобула ступінь бакалавра в галузі астрономії в 1974 році. Перед закінченням навчання вона приєдналася до Лабораторії реактивного руху для тимчасового літнього працевлаштування і працювала старшим інженером в групі з розробки космічних супутників Outer Planet у лабораторії реактивного руху (1974—1981). У березні 1979 року вона виявила аномальний «півмісяць» на знімку супутника Юпітера Іо, зробленого «Вояджером-1». Лінда запропонувала ряд гіпотез і провела дослідження, щоб довести або спростувати їх. Морабіто зробила висновок, що це шлейф, що вивергається з поверхні Іо і, відповідно, має вулканічне походження. Її відкриття було презентоване 12 березня 1979 року.
Вона приєдналася до «Планетарного товариства» як менеджер з освіти та розвитку програм (1997—2004), де створила й провела освітню програму для Mars Global Surveyor Mission на Марсі, що призвело до залучення студентів до місії Mars Exploration Rover з марсоходами «Спіріт» and «Оппортьюніті». У 2007 році Лінда стала доцентом астрономії в коледжі Victor Valley, де вона викладає й зараз. Також, використовуючи дані, зібрані двома космічними апаратами на орбіті, Морабіто була розслідувачем розширеної місії «Вікінг» на Марсі (1977), яка проводила експерименти на поверхні Марса. Лінда обіймала посаду Глобального розробника навчальних планів в Центрі досліджень освіти в Льюїсі (2007—2009), де брала участь у навчанні студентів по всьому світу щодо використання радіотелескопа для астрономічних досліджень у співпраці з кількома місіями НАСА, включаючи космічний телескоп Спітцера, місія Juno до Юпітера і місія LCROSS на Місяць. Вона працює викладачем астрономії вже понад 30 років, брала участь в численних наукових документальних фільмах і була регулярним гостем — науковим коментатором двох телевізійних шоу у Ванкувері, Британська Колумбія, Канада (1979—1981)/

## Неакадемічне життя
У 2004 році Лінда Морабіто страждала від посттравматичного стресового розладу внаслідок перенесеного насильства у дитинстві й проходила курс лікування ПТСР за допомогою програми Eye movement desensitization and reprocessing, розробленої лікарем Френсін Шапіро. Базуючись на власному досвіді та відновлюючись після перенесеної психологічної травми у дитинстві, Лінда Морабіто зміцнила свої християнські погляди. Її мемуари «Паралельні всесвіти: спогади з країв простору і часу» є християнською книгою і водночас особистими спогадами. Книга документує декілька близьких смертельних переживань щодо її батьків, а також Вільяма Франкліна Уолсі з Храму у Ванкувері, Британська Колумбія, Канада; прагне розкрити приховане минуле з 2003 по 2011 роки і висвітлює її основне наукове відкриття в 1979 році/

## Відзнаки
Впродовж своєї кар'єри Морабіто отримала такі нагороди:
- Нагорода групи досягнень НАСА для космічних місій «Вояджер», команди навігації.
- Нагорода групи НАСА за розробку системи місійних операцій «Вояджер», розробка наземних систем.
- Нагорода групи НАСА за розробку місії «Вояджер», розробка ефемерид.
- Індивідуальний сертифікат від НАСА за істотний внесок у місію НАСА шляхом вдосконалення технологій обробки зображень і виявлення вулканічної активності на Іо.
- Нагорода Aviation Week & Space Technology для осіб, які заслуговують особливого визнання за прогресивні дослідження аерокосмічної галузі.
- Відзначена Міжнародним астрономічним союзом за відкриття вулканічної діяльності на Іо — на її честь названо астероїд 3106 Морабіто.